# Steingletscher
Steingletscher este un ghețar pe o vale la sud de pasul Sustenpass în Alpii Urner din cantonul Berna, Elveția. Ghețarul are o lungime de 4.3 km, întinzându-se pe o suprafață de  8 km². El are punctul de origine între piscurile Gwächtenhorn (3'420 m) în vest și Sustenhorn (3'503 m) în est. De aici ghețarul se scurge spre nord de-a lungul versanților de vest a piscurilor „Kleinen Sustenhorn” (3'318 m) și „Sustenspitze” (2'931 m). Ghețarul alimentează cu apă lacul „Steinsee” și râul „Steinwasser” care traversează Valea Gadmer, și la Innertkirchen se varsă în Aare. 